# Ràdio Bronka
Ràdio Bronka és una emissora de ràdio autogestionada creada el 1987 pel moviment associatiu del barri barceloní de les Roquetes. Els continguts radiofònics sempre s'han caracteritzat per la seva visió reivindicativa de diversos col·lectius socials d'esquerra. Emet les 24 hores per freqüència modulada i va ser de les primeres emissores a emetre per internet. Anualment realitza tallers formatius on s'ensenya tots els processos tècnics de com crear una emissora destinada a nous projectes de ràdio lliure.
La música que s'emet prioritza la filosofia fes-ho tu mateix, els segells discogràfics independents i les iniciatives underground.
Va emetre un programa setmanal d'esperanto durant un període de 4 anys. Els idiomes utilitzats pel col·lectiu són majoritàriament el català i el castellà, encara que no s'ha descartat mai cap iniciativa per aquesta qüestió, havent-se arribat a emetre simultàniament programes en 5 idiomes diferents: esperanto, català, espanyol, gallec i anglès.